# Ег-ног
|                                                     |  |                                                       |
| Пакет та склянка з готовим ег-ногом Québon (Канада) |  | Вегетаріанський ег-ног на основі соєвого молока (США) |

Ег-ног (англ. eggnog, egg-nog, від «egg» — яйце та «nog», скорочено від «noggin» — кухоль елю) — змішаний слабоалкогольний або безалкогольний коктейль на молочно-фруктовій основі з додаванням яйця або жовтка, а також молока. Популярний у період різдвяних свят в Європі, Англії, США, Латинській Америці.

### Історія
Зародився напій у 16 столітті в Шотландії. Напій готували на Різдво, у його складі тоді було лише чотири інгредієнти: яйця, темний ель, мед і прянощі.
В Америці став особливо популярним у 19 столітті, коли бармен Джері Томас у своїй знаменитій книжці опублікував кілька рецептів цього коктейлю, де ель замінено було на ром і молоко, також рецепт не передбачав підігрівання. На його думку, шотландцям належав винахід гарячого ег-ногу, а от коктейль ег-ног — заслуга саме американців.
При приготуванні цього напою охолоджують і ретельно збивають всі інгредієнти, окрім білка. Збитий білок додають до охолодженої суміші й після цього наповнюють келихи. Пишну піну рекомендується, відповідно до рецепта, посипати тертим мускатним горіхом, ванільним цукром, товченою корицею або кавою.
Пити ег-ног рекомендується одразу ж після готування, поки не осіла піна.

### Основні інгредієнти
- Молоко
- Вершки
- Жовтки
- Яйце
- Цукор
- Ваніль
- Ром
- Тертий мускатний горіх
- Кориця
- Гвоздика